# Thrixspermum indragiriense
Thrixspermum indragiriense är en orkidéart som beskrevs av Rudolf Schlechter. Thrixspermum indragiriense ingår i släktet Thrixspermum och familjen orkidéer. Inga underarter finns listade i Catalogue of Life.